# 하리마신구역
하리마신구역(일본어: 播磨新宮駅)은 일본 효고현 다쓰노시에 위치한 서일본 여객철도 기신 선의 철도역이다. 단선 · 섬식의 형태를 합친 2면 3선 구조의 복합 승강장을 갖춘 선상역이다.

## 타는 곳
| 1 | ■ 기신 선 | 하행 | 사요 · 쓰야마 방면 | 주로 히메지 방면으로부터 직통 |
| 1 | ■ 기신 선 | 상행 | 히메지 방면        | 이 역 시발의 일부             |
| 2 | ■ 기신 선 | 상행 | 히메지 방면        |                               |
| 3 | ■ 기신 선 | 하행 | 사요 · 쓰야마 방면 | 주로 이 역 시발               |
| 3 | ■ 기신 선 | 상행 | 히메지 방면        |                               |

## 이용 현황
| 승차 인원 추이 | 승차 인원 추이 |
| 연도           | 1일 평균       |
| -------------- | -------------- |
| 2000           | 1,253          |
| 2001           | 1,174          |
| 2002           | 1,145          |
| 2003           | 1,101          |
| 2004           | 1,094          |
| 2005           | 1,080          |
| 2006           | 1,066          |
| 2007           | 1,018          |
| 2008           | 1,019          |
| 2009           | 1,022          |
| 2010           | 1,070          |
| 2011           | 1,102          |
| 2012           | 1,127          |

## 역 주변
- 다쓰노 시 신구 종합지소
- 다쓰노 시립 신구 도서관
- 이보 강

## 인접 역
| 서일본 여객철도 기신 선    | 서일본 여객철도 기신 선 | 서일본 여객철도 기신 선 |
| -------------------------- | ----------------------- | ----------------------- |
| 히가시하시사키 히메지 방면 | ■ 기신 선               | 센본 니미 방면          |